# 芹沢博文
- 芹沢博文
- 芹澤博文

芹沢 博文（せりざわ ひろぶみ、1936年10月23日 - 1987年12月9日）は、将棋棋士。棋士番号68。旧字体の芹澤 博文表記も使われている。
静岡県沼津市出身。高柳敏夫名誉九段門下。文筆家・タレントとしても活躍した（盤外での活動を参照）。

## 来歴
将棋を覚えたのは小学校4年生の頃だった。しかし、その2年後には沼津の将棋大会に訪れた木村義雄十四世名人と二枚落ちで指し快勝しており、神童と騒がれる。
14歳の時に入門、19歳で四段となる。1年目の順位戦こそ惜しくも昇級を逃がしたが2年目からは4年続けて昇級し、24歳でA級八段となる。ちなみにC級2組から4年続けて昇級を果たしたのは、芹沢の他に加藤一二三・中原誠・谷川浩司の名人経験者3名に、田中寅彦の計4名しかいない。このようなことから芹沢は『若き天才』『俊英』と呼ばれた。
B級1組では、後述の発言の通り11勝1敗という好成績でA級に昇級したが、その後は星が思うように伸びずに僅か2年でA級から陥落した。本人曰く「その気になればいつでも勝てると思っていたから、その気にならず負ける癖がついてしまった」という。以後、B級1組を長らく維持する。その中でも何度かA級復帰のチャンスはあったが、1969年度のB1順位戦では最終局・中原との直接対決で終盤まで優位に進めながらも逆転負けし、A級復帰を逃す。ちなみ中原はこの年10勝3敗でA級に昇級した。1973年度は、最終局に星取りでライバルだった大内延介との直接対戦に敗れてしまい、昇級を逃す。
30代以降は棋士として目立った成績は残していないが、運営面やタレント・文筆活動などで才覚を発揮する（後述）。
1987年12月9日、肝不全のため逝去。51歳没。逝去する直前までアイ・アイゲームにも出演しており突然の訃報という印象もあったが、死の数年前にも倒れて病院へ担ぎ込まれた経験を持っていた。その際、テレビ番組で共演していたせんだみつおに良医を紹介され「せんださんのお陰で助かりました」と、感謝の意を表している。

## 人物
- 奨励会の頃から傲岸不遜な言動で知られており、当時の常務理事に対して「奨励会の昇級規定は生ぬるい。こんな規定で昇級しても恥ずかしいだけだから、自分は（昇級を）辞退する」と啖呵を切ったり、B級1組当時「今の自分なら十番指して二番負けることはない。（A級に）上がるには9勝3敗でいいのだから、二番は不戦敗でいい」などと発言して物議を醸すが、当時から表裏が無く一本筋の通った性格だったこともあり、先輩達からは可愛がられた。
- その一方で、若手の面倒見も良かったことで知られる。弟弟子でもあった中原誠は、奨励会時代に毎週日曜日になると芹沢の家を訪ねて稽古を付けて貰っていた。中原が強くなったのも、筋の良い芹沢の将棋を吸収したからだとも言われている。
- また一門は違ったものの、米長邦雄も奨励会時代から芹沢に可愛がられていた。低段時代の米長は振り飛車を多く指していたが、芹沢の『若い内から振り飛車を指していては大成しない』という忠告を受け、振り飛車を封印した。その後の米長は居飛車の本格派として急成長を果たす。なお、芹沢の葬儀弔辞は米長が担当している。
- 名人位に対する思いは強く、名人になる見込みがなくなって以後も折に触れ「俺は名人になれないのかな…」という考えが浮かんで、涙を流していた。
- 無類の酒好きとして知られていたが、晩年は酒量が増えて対局もままならないことが少なからずあったという。しかしそんな中、将来の名人候補と目された谷川浩司との1981年度のB1順位戦での対局は、酒断ちをして体調を整えてから谷川と対峙して完璧な指し回しで谷川を破った[注 1]。また、谷川浩司の棋才と人物を早くから認めて「将来の名人」と断言しており「谷川の応援団長」と自称していた。
- 一方で芹沢が死去する2年前にデビューして活躍していた羽生善治については、その「筋にこだわらない」棋風を嫌い評価していなかった。羽生と同世代の若手棋士で芹沢が評価していたのは「筋に明るい」将棋を指していた阿部隆である。
- 若き日には自らを将棋の天才と信じていたが、ある時に才能の限界を自覚し[注 2]、それ以来酒に溺れる生活を送っている。晩年になると朝からシャブリ・ワインを食事無しに飲み続けていた。尋常ではない酒量により自ら体調を崩した結果の早逝であり、芹沢の死は「時間をかけた緩やかな自殺」とも喩えられた。

## 盤外での活動
- 現在も全国各地で行われている「将棋まつり」を企画・立案するなどアイデアマンとしても知られた。また、1976年には蔵前国技館で「将棋の日」イベントを開催する立役者となった。このイベントは平日開催であったにもかかわらず、8500人もの観客を集めて大盛況に終わる。
- 山口瞳の『血涙十番勝負』では、連盟サイドでの調整にあたって自らも第六番の対局者として山口と対峙した。
- 『日曜天国』の司会や『アイ・アイゲーム』の解答者など、テレビタレントとしても活躍しており今で言う「文化人タレント」のはしりでもあった。また、1981年の映画『の・ようなもの』では俳優として出演している。
- 観戦記をはじめ、エッセイなど文章家としても活躍しており、多くの著作を残している。
- 観戦記でのペンネームは『鴨』。本人曰く『鴨長明のような流暢な文章を書きたい』との思いでこの名を付けた。また藤沢秀行などの近しい人物は、彼のことを新撰組の筆頭局長、芹沢鴨になぞらえて『芹鴨』と呼んでいた。
- 大の将棋好きであった田中角栄とも親しく、一時期自由民主党からの参議院選挙の全国区からの出馬も取り沙汰された。
- 晩年には作詞・伊奈二朗 ／ 作曲・山本寛之作の『野風増』で歌手デビューも果たす。
- 焼酎「おつだね」のCMに長女と共演して「おつだね一杯、ぐいっ！」と台詞を放っている。
- 1982年に、テレビ東京系時代劇『大江戸捜査網』第542話『待ったなし！二万両の王手』に、当代の将棋名人役で特別出演している。
- DAM（第一興商）で配信されている北島三郎『歩』のカラオケ（本人映像）では、歌が将棋を題材としているということもあり、自ら出演して北島と対局している[1]。

## 筆禍・トラブル
歯に衣着せぬ筋の通った発言や、秀逸な文章のエッセイは一般大衆から好評を得ていた。しかしその反面、歳を重ねる毎に棋界の内外で数多くの舌禍・筆禍を巻き起こした将棋史上有数のトラブルメーカーでもあり、大山康晴など同時期の棋界の関係者が度々激怒し、盤外で頭を悩ませていた。
- 数多いトラブルの中でも特に1982年の『対局全敗宣言』はその最たるものであり、解釈によっては『片八百長の宣言』に取れることから物議を醸している。
  - この全敗宣言は『競争原理が働くはずのプロが、全敗でクラスも落ちず[注 3]、給料を貰えるのはおかしい』という一種の提言であったが、棋士の中でも賛否両論が出た。
  - 棋士会でも「芹沢を処分すべきではないか」との声が上がったものの、結局お咎め無しに終わった。
  - 一方、C級2組からの降級制度は、この4年後の1986年から復活したことを考慮すると、この件に限れば概ね芹沢の主張に近い結果となっている。
- 将棋連盟会長であった大山康晴とは、人間的に気が合わなかった。エッセイで度々批判を繰り返す芹沢に激怒した大山が、当時連盟職員だった鈴木宏彦（現観戦記者）に「今すぐ芹沢をここへ連れて来い！」と命じ、鈴木が対処に窮したこともあったという。一方で大山は、芹沢を将棋界に役に立つ人間としては認めていた。
- クイズダービーへ弟弟子で当時名人だった中原誠が出演した際に、司会の大橋巨泉が「中原君」と何度も呼んだことに対して「年齢が下だとはいえ、将棋界の頂点に立つ人間を『君』付けとはけしからん。物の常識を知らない男だ」と批判。これ以後、著作で巨泉を攻撃するようになった。後に「クイズダービーでは解答者（はらたいら）に答えを教えている」と週刊誌のエッセイに書いており、巨泉を激怒させている。これに対して巨泉は芹沢を名誉毀損で訴えるつもりでいたが、中原や将棋連盟の巨泉への懸命のとりなしで事なきを得ている。
- 妹弟子蛸島彰子が時代劇『新・必殺仕置人』の『王手無用』の回に女性棋士役でゲスト出演することになったが、一部の撮影が済んだ段になってから芹沢が「女流とはいえ名人、それが〔殺されて〕コモかぶりでは将棋のためにならない」と番組プロデューサーに猛抗議を繰り広げた[2]。この芹沢の介入の結果、蛸島が役から降ろされ[注 4]、撮影済シーンも全てお蔵入りという事態に至る[注 5]。
- 上記の様に芹沢の周囲ではトラブルが頻発したため、晩年になるに連れて親しかった棋士やメディア関係者たちにも警戒・躊躇されるようになり、次第に距離を置かれるなどいわゆる「敬して遠ざける」という扱いをされる様になっていった。
  - 上述の『全敗宣言』と前後して、かつて蜜月の間柄だった山口瞳と絶縁する。山口は将棋界との交遊自体を絶つ[注 6]。山口の連盟（棋士）批判に芹沢が腹を立てたことや、米長邦雄との間で起きたトラブルが主な要因と言われているが、山口と将棋界を繋ぐパイプ役であった芹沢の傲岸不遜さを増すばかりの態度・言動と併せて、それを阻止出来ない将棋関係者の弱腰な姿も山口が将棋界に失望した一因ともいわれている。
  - 1986年の十段戦第二局の打ち上げの席で、立会人板谷四郎が「ちょっと芹沢、最近お前の態度は何だ？他でチャラチャラ稼いだりするから将棋が疎かになるんだよ！」と一喝した[2]。その後は両者共に険悪な雰囲気となり、その場は板谷の子息の板谷進らが何とか収めたものの、その後はもはや周囲に直言をしてくれる人物は誰もいなくなった。

この他にもオフレコレベルで、関係者間の処理によって収拾が付けられたのもあり全真相が定かではなく、後々の棋界の内外で尾鰭が付いて伝わっている様な真偽不明の話も散見される。

## その他
- 名前については生前から「芹沢」表記と「芹澤」表記が混在していた。日本将棋連盟の物故棋士紹介欄では「芹沢」と表記されているが、一部の著作物や前出のドラマ出演時のエンドロールにおいては「芹澤」表記となっている。
- 当時の将棋界でも屈指の競輪好きとしても知られており、競輪中継番組のゲストとしても多くの出演歴がある。ただし、若かりし頃には競輪が原因で億近い借金を負ってしまった。
- 作家の色川武大とも競輪を通じて交友があった。芹沢の晩年、多くの知人・友人が前述の「敬して遠ざける」状態になった後も、芹沢が亡くなる直前まで親交は続いた。色川は芹沢の死について、阿佐田哲也名義での著書『阿佐田哲也の怪しい交友録』で「哀しい・惜しい・淋しい・そういう色々な感情に先駈けて、どうもつくづく、男の死に方だなァ、と思う」と著している。
- 月原稿用紙二百枚ほど書く原稿は口述筆記で執筆していた。芹沢からの聞き取り・清書は全て夫人が行っていた。出版社に｢タイプライターが壊れたから、原稿明日にしてくれ｣の電話は、夫人が風邪ひいて寝込んだという類の話しであった[3]。
- アマ五段の腕前だった囲碁を始め、あらゆる室内遊技に精通。特に麻雀における実力は猛者が揃う将棋界においても当時一・二を争うと称された程の強者であった。
- つのだじろうの将棋漫画『5五の龍』において、主人公の師匠として登場する芦川八段は、彼がモデルとされている。
- 同じ静岡県出身・芹沢姓[注 7]である俳優・芹澤名人の芸名は、博文がテレビ番組において「芹沢名人[注 8]」と呼ばれていたことに引っ掛けて名付けられたものである。なお当人は将棋界との接点は一切なく、また芹沢博文とも血縁関係は無い。

## 弟子

### 棋士となった弟子
| 名前     | 四段昇段日    | 段位、主な活躍 |
| -------- | ------------- | -------------- |
| 佐藤義則 | 1970年10月1日 | 九段           |

- 佐藤は奨励会時代、芹沢に「呑む・打つ・買うはプロになるまで厳禁」と厳しく言われていたにもかかわらず、佐藤が京王閣競輪で遊んでいるところを、芹沢本人に見つかってしまい破門されそうになったことがある。この時芹沢は「佐藤が弁解がましい事を言ったら本当に破門するつもりだった」と後に語っている。

## 昇段履歴
- 1950年00月00日 ： 入門
- 1955年04月01日 ： 四段 = プロ入り
- 1958年04月01日 ： 五段（順位戦C級1組昇級）
- 1959年04月01日 ： 六段（順位戦B級2組昇級）
- 1960年04月01日 ： 七段（順位戦B級1組昇級）
- 1961年04月01日 ： 八段（順位戦A級昇級）
- 1984年04月01日 ： 九段（勝数規定／八段昇段後250勝〈制度新設・同年5月25日総会で決定〉、八段で329勝）[4][5]
- 1987年12月09日 ： 現役のまま死去

## 通算成績・優勝履歴
- 455勝512敗
- 棋戦優勝1回（1959年度・第4回高松宮賞争奪選手権戦で準優勝して、高松宮賞を受賞）
- A級在籍 通算2期

### 在籍クラスの推移
| 開始 年度 | (出典)順位戦出典 | (出典)順位戦出典                | (出典)順位戦出典       | (出典)順位戦出典       | (出典)順位戦出典       | (出典)順位戦出典       | (出典)順位戦出典       | (出典)順位戦出典       | (出典)竜王戦出典 | (出典)竜王戦出典                           | (出典)竜王戦出典                           | (出典)竜王戦出典                           | (出典)竜王戦出典                           | (出典)竜王戦出典                           | (出典)竜王戦出典                           | (出典)竜王戦出典                           | (出典)竜王戦出典                           | (出典)竜王戦出典                           |
| 開始 年度 | 期               | 名人                            | A級                    | B級                    | B級                    | C級                    | C級                    | 0                      | 期               | 竜王                                       | 1組                                        | 2組                                        | 3組                                        | 4組                                        | 5組                                        | 6組                                        | 決勝 T                                     |                                            |
| 開始 年度 | 期               | 名人                            | A級                    | 1組                    | 2組                    | 1組                    | 2組                    | 0                      | 期               | 竜王                                       | 1組                                        | 2組                                        | 3組                                        | 4組                                        | 5組                                        | 6組                                        | 決勝 T                                     |                                            |
| --- | ---------------- | ------------------------------- | ---------------------- | ---------------------- | ---------------------- | ---------------------- | ---------------------- | ---------------------- | ---------------- | ------------------------------------------ | ------------------------------------------ | ------------------------------------------ | ------------------------------------------ | ------------------------------------------ | ------------------------------------------ | ------------------------------------------ | ------------------------------------------ | ------------------------------------------ |
| |                  | ( 四段昇段前 )                  |                        |                        |                        |                        |                        |                        |                  |                                            |                                            |                                            |                                            |                                            |                                            |                                            |                                            |                                            |
| 1956 | 11               |                                 |                        |                        |                        |                        | C216                   |                        |                  |                                            |                                            |                                            |                                            |                                            |                                            |                                            |                                            |                                            |
| 1957 | 12               |                                 |                        |                        |                        |                        | C207                   |                        |                  |                                            |                                            |                                            |                                            |                                            |                                            |                                            |                                            |                                            |
| 1958 | 13               |                                 |                        |                        |                        | C113                   |                        |                        |                  |                                            |                                            |                                            |                                            |                                            |                                            |                                            |                                            |                                            |
| 1959 | 14               |                                 |                        |                        | B211                   |                        |                        |                        |                  |                                            |                                            |                                            |                                            |                                            |                                            |                                            |                                            |                                            |
| 1960 | 15               |                                 |                        | B111                   |                        |                        |                        |                        |                  |                                            |                                            |                                            |                                            |                                            |                                            |                                            |                                            |                                            |
| 1961 | 16               |                                 | A 09                   |                        |                        |                        |                        |                        |                  |                                            |                                            |                                            |                                            |                                            |                                            |                                            |                                            |                                            |
| 1962 | 17               |                                 | A 05                   |                        |                        |                        |                        |                        |                  |                                            |                                            |                                            |                                            |                                            |                                            |                                            |                                            |                                            |
| 1963 | 18               |                                 |                        | B101                   |                        |                        |                        |                        |                  |                                            |                                            |                                            |                                            |                                            |                                            |                                            |                                            |                                            |
| 1964 | 19               |                                 |                        | B106                   |                        |                        |                        |                        |                  |                                            |                                            |                                            |                                            |                                            |                                            |                                            |                                            |                                            |
| 1965 | 20               |                                 |                        | B111                   |                        |                        |                        |                        |                  |                                            |                                            |                                            |                                            |                                            |                                            |                                            |                                            |                                            |
| 1966 | 21               |                                 |                        | B107                   |                        |                        |                        |                        |                  |                                            |                                            |                                            |                                            |                                            |                                            |                                            |                                            |                                            |
| 1967 | 22               |                                 |                        | B107                   |                        |                        |                        |                        |                  |                                            |                                            |                                            |                                            |                                            |                                            |                                            |                                            |                                            |
| 1968 | 23               |                                 |                        | B108                   |                        |                        |                        |                        |                  |                                            |                                            |                                            |                                            |                                            |                                            |                                            |                                            |                                            |
| 1969 | 24               |                                 |                        | B105                   |                        |                        |                        |                        |                  |                                            |                                            |                                            |                                            |                                            |                                            |                                            |                                            |                                            |
| 1970 | 25               |                                 |                        | B104                   |                        |                        |                        |                        |                  |                                            |                                            |                                            |                                            |                                            |                                            |                                            |                                            |                                            |
| 1971 | 26               |                                 |                        | B110                   |                        |                        |                        |                        |                  |                                            |                                            |                                            |                                            |                                            |                                            |                                            |                                            |                                            |
| 1972 | 27               |                                 |                        | B102                   |                        |                        |                        |                        |                  |                                            |                                            |                                            |                                            |                                            |                                            |                                            |                                            |                                            |
| 1973 | 28               |                                 |                        | B106                   |                        |                        |                        |                        |                  |                                            |                                            |                                            |                                            |                                            |                                            |                                            |                                            |                                            |
| 1974 | 29               |                                 |                        | B104                   |                        |                        |                        |                        |                  |                                            |                                            |                                            |                                            |                                            |                                            |                                            |                                            |                                            |
| 1975 | 30               |                                 |                        | B106                   |                        |                        |                        |                        |                  |                                            |                                            |                                            |                                            |                                            |                                            |                                            |                                            |                                            |
| |                  | (順位戦の第31-35期は回次を省略) |                        |                        |                        |                        |                        |                        |                  |                                            |                                            |                                            |                                            |                                            |                                            |                                            |                                            |                                            |
| 1976 | 36               |                                 |                        | B110                   |                        |                        |                        |                        |                  |                                            |                                            |                                            |                                            |                                            |                                            |                                            |                                            |                                            |
| 1978 | 37               |                                 |                        | B110                   |                        |                        |                        |                        |                  |                                            |                                            |                                            |                                            |                                            |                                            |                                            |                                            |                                            |
| 1979 | 38               |                                 |                        | B107                   |                        |                        |                        |                        |                  |                                            |                                            |                                            |                                            |                                            |                                            |                                            |                                            |                                            |
| 1980 | 39               |                                 |                        | B104                   |                        |                        |                        |                        |                  |                                            |                                            |                                            |                                            |                                            |                                            |                                            |                                            |                                            |
| 1981 | 40               |                                 |                        | B111                   |                        |                        |                        |                        |                  |                                            |                                            |                                            |                                            |                                            |                                            |                                            |                                            |                                            |
| 1982 | 41               |                                 |                        |                        | B201                   |                        |                        |                        |                  |                                            |                                            |                                            |                                            |                                            |                                            |                                            |                                            |                                            |
| 1983 | 42               |                                 |                        |                        | B221                   |                        |                        |                        |                  |                                            |                                            |                                            |                                            |                                            |                                            |                                            |                                            |                                            |
| 1984 | 43               |                                 |                        |                        | B207                   |                        |                        |                        |                  |                                            |                                            |                                            |                                            |                                            |                                            |                                            |                                            |                                            |
| 1985 | 44               |                                 |                        |                        | B215                   |                        |                        |                        |                  |                                            |                                            |                                            |                                            |                                            |                                            |                                            |                                            |                                            |
| 1986 | 45               |                                 |                        |                        | B218                   |                        |                        |                        |                  | (棋戦創設前)                               | (棋戦創設前)                               | (棋戦創設前)                               | (棋戦創設前)                               | (棋戦創設前)                               | (棋戦創設前)                               | (棋戦創設前)                               | (棋戦創設前)                               | (棋戦創設前)                               |
| 1987 | 46               |                                 |                        |                        | B223                   |                        |                        |                        | 1                |                                            |                                            |                                            | 3組                                        |                                            |                                            |                                            | --                                         |                                            |
| |                  | ( 1987年12月9日 死去 )          | ( 1987年12月9日 死去 ) | ( 1987年12月9日 死去 ) | ( 1987年12月9日 死去 ) | ( 1987年12月9日 死去 ) | ( 1987年12月9日 死去 ) | ( 1987年12月9日 死去 ) |                  | ( 第1期で4組降級対象者/1987年12月9日死去 ) | ( 第1期で4組降級対象者/1987年12月9日死去 ) | ( 第1期で4組降級対象者/1987年12月9日死去 ) | ( 第1期で4組降級対象者/1987年12月9日死去 ) | ( 第1期で4組降級対象者/1987年12月9日死去 ) | ( 第1期で4組降級対象者/1987年12月9日死去 ) | ( 第1期で4組降級対象者/1987年12月9日死去 ) | ( 第1期で4組降級対象者/1987年12月9日死去 ) | ( 第1期で4組降級対象者/1987年12月9日死去 ) |
| 順位戦、竜王戦の 枠表記 は挑戦者。右欄の数字は勝-敗(番勝負/PO含まず)。 順位戦の右数字はクラス内順位 ( x当期降級点 / *累積降級点 / +降級点消去 ) 順位戦の「F編」はフリークラス編入 /「F宣」は宣言によるフリークラス転出。 竜王戦の 太字 はランキング戦優勝、竜王戦の 組(添字) は棋士以外の枠での出場。 |                  |                                 |                        |                        |                        |                        |                        |                        |                  |                                            |                                            |                                            |                                            |                                            |                                            |                                            |                                            |                                            |

## 著書
「芹沢博文」名義
- タテ歩取り戦法（1966年、北辰堂）：1975年、1989年に改訂版有
- 矢倉戦法（上）（下）（1966年、北辰堂）：1986年に改訂版有
- 棒銀・腰掛け銀戦法（1966年、北辰堂）：1988年に改訂版有
- ハメ手撃破戦法（1967年、北辰堂）：1986年に改訂版有
- 相懸り基本戦法（1967年、北辰堂）：1987年に改訂版有
- 初心者のための振り飛車の勝ち方（1968年、有紀書房）
- 将棋定跡入門（1968年、天元書房）
- 実践の最中で説く次の妙手（1973年、東京書店）
- 将棋勝つための本筋（1973年、鶴書房）
- 単純明快棒銀戦法（1974年、日本将棋連盟）
- 将棋振り飛車破り（1975年、西東社）
- ヨコ歩取り戦法（1975年4月、北辰堂）：1989年に改訂版有
- 歩の横ある記（1977年、宝友出版社）
- ××（ちょめちょめ）八段の八めん六ぴ（1982年6月、力富書房、ISBN 4-89776-002-X）
- ぼくんちは萌黄色（1984年5月、フレーベル館、ISBN 4-577-70002-6）
- 芹沢博文の破天荒盤外記　野風増の詩（1984年11月、日本コンサルタントグループ出版部、ISBN 4-88916-097-3）
- どんと失敗 どんと成功（1986年5月、交通タイムス社）
- 振飛車破りの棒銀（1986年8月、北辰堂）
- 依って件の如し（1986年10月、ケント出版）
- 指しつ刺されつ─芹澤九段の将棋界うら話（1987年5月、リイド社）
- 猪突銀戦法（1988年3月、北辰堂）
- 奇襲戦法（上）（下）（1988年7月、北辰堂）

「芹澤博文」名義
- 芹沢の将棋教室(1) 現代流行の新戦法（高橋書店、1966年）
  - 1977年に『芹澤の最新戦法』と改題し、芹澤名義に変更。
- 芹沢将棋教室(2) 詰めの基本と応用（高橋書店、1966年）
  - 1977年に『芹澤の詰め将棋』と改題し、芹澤名義に変更。
- 芹沢将棋教室(3) 奇襲とハメ手（高橋書店、1966年）
  - 1977年に『芹澤の急戦将棋』と改題し、芹澤名義に変更。
- 芹沢将棋教室(4) 中盤必勝この一手（高橋書店、1966年）
  - 1977年に『芹澤の急戦将棋』と改題し、芹澤名義に変更。
- 芹沢将棋教室(5) 必勝の形とネライ（高橋書店、1966年）
  - 1977年に『芹澤の基本将棋』と改題し、芹澤名義に変更。
- 芹沢将棋教室(6) 新しい駒落定跡（高橋書店、1966年）
  - 1977年に『芹澤の駒落将棋』と改題し、芹澤名義に変更。
- 王より飛車が好き（1984年12月、サンケイ出版(扶桑社)、ISBN 4-383-02351-7）
- 八段の上、九段の下（1984年12月、講談社、ISBN 4-06-201601-X）
- 人生、くそ度胸!（1985年6月、ロングセラーズ、ISBN 4-8454-0195-9）
- 芹澤博文の娘よ（1985年8月、パン・ニューズ・インターナショナル）

名義不明
- 将棋 これから始める人に（1967年、天元書房）
- 急所攻撃法（1968年、光風社書店）
- 将棋入門 : キミの実力向上を計るワザの全公開!（1977年、鶴書房）
- やさしい将棋入門（1978年、金の星社）：1984年に改訂版有

## テレビ出演
- 日曜天国（テレビ朝日）- 司会
- 大江戸捜査網 第542話「待ったなし! 二万両の王手」（1982年、テレビ東京 / 三船プロ）- 大橋宗桂
- 私は名探偵・完全犯罪をつぶせ!（テレビ東京）- 東軍解答者
- アイ・アイゲーム（フジテレビ）- レギュラー解答者
- 午後は○○おもいッきりテレビ（日本テレビ）- ゲストコメンテーター[注 9]

## ゲーム
※ すべてセガからの発売。
- 1982年 芹沢八段の詰め将棋　王将（業務用）[注 10]
- 1983年 芹沢八段の詰め将棋（セガSG-1000）[注 11]